# مانولو رينا
مانولو رينا (بالإسبانية: Manolo Reina)‏ هو لاعب كرة قدم إسباني في مركز حراسة المرمى، ولد في 1 أبريل 1985 في فيانويفا دي ترابوكو في إسبانيا. لعب مع خيمناستيك طركونة وريال مايوركا ونادي أتروميتوس ونادي قرطاجنة ونادي ليفانتي ونادي مالقا.

## وصلات خارجية
- مانولو رينا على موقع قاعدة بيانات كرة القدم.إي يو (الإنجليزية)
- مانولو رينا على موقع Soccerway.com (الإنجليزية)
- مانولو رينا على موقع AS.com (الإسبانية)